# Monastère de Khoutyne
Le monastère de Khoutyne ou monastère du Saint-Sauveur de Khoutyn ou monastère de la Transfiguration du Saint-Sauveur de Varlaam-Khoutyne (en langue russe : Варлаа́мо-Ху́тынский Спасо-Преображенский монастырь) est un couvent pour femme, anciennement monastère pour homme de l'Éparchie de Novgorod, de l'Église orthodoxe, situé sur la rive droite du Volkhov dans le raïon de Novgorod au nord du village de Khoutyne, à 3 kilomètres du quartier de Kretchevits, dans la banlieue de Novgorod. Il date de la fin du XIIe siècle (1192) et est l'un des plus anciens monastères de Russie.

## Histoire
Selon la légende populaire, l'endroit où se situe le monastère était un lieu maudit appelé « Khoutyne ». C'est là que s'était réfugié le moine Varlaam de Khoutyne, pour se consacrer à la prière. Un jour le prince de Novgorod Iaroslav Vladimirovitch (mort après 1207) passe près de lui. Varlaam, le salue et lui dit « Sois en bonne santé prince, toi et ton fils ». Cela étonne fort le prince qui ne savait pas qu'il aurait un fils (c'était en 1190). Varlaam se construit une cellule et parvient à vaincre les mauvais esprits du lieu. Plus tard il construit une église en bois, puis en pierre qu'il appelle de la Transfiguration du Saint-Sauveur (devenue église du Sauveur de Khoutyne). L'église est consacrée le 6 août 1182, par l'archevêque de Pskov et Novgorod Grigori. Cette église n'a pas résisté au temps et, en 1515, est construite une nouvelle église de la Transfiguration du Saint-Sauveur.
En 1471, Ivan III vient au monastère pour vénérer les saintes reliques. Selon la légende, il interrogea l'higoumène pour savoir pourquoi il n'ouvrait pas les châsses pour que chacun puisse s'incliner en voyant les saintes reliques de près. Quand, sur son ordre, on ouvre la châsse de saint Varlaam, de la terre s'élève une colonne de feu qui fait tomber les pierres du mur et la porte sud de l'iconostase. Le grand-prince effrayé s'enfuit de l'église en frappant le sol de sa crosse, si bien que le feu envahit non seulement l'église mais tout le monastère. Jetant sa crosse le grand-prince s'enfuit, passablement effrayé, du monastère. Cette crosse et la porte incendiée sont conservées dans la sacristie du monastère.
De 1553 à 1557, l'higoumène du monastère est le grand hagiographe et compositeur éminent de Chant Znamenny de l'école de Novgorod du XVIe siècle, Markell Bezborody.
En 1611, le monastère sert de résidence au commandement suédois qui assiège Novgorod.
Dans l'église de la Transfiguration du Sauveur de Khoutyne est enterré le grand poète russe Gavrila Derjavine et son épouse. Derjavine est mort en 1816 (le 20 juillet) dans sa propriété de Zvanka dans l'oblast de Novgorod. Son corps a été amené en bateau jusqu'au lieu de sa sépulture.
Le monastère est fermé en 1925, mais à partir de 1932 des services religieux ont encore lieu dans la cathédrale. Alexis Ier de Moscou a porté le titre d'archimandrite de Khoutyne.
Au cours de la Seconde Guerre mondiale, le monastère a été détruit et est resté en ruine pendant 40 ans. La tombe de Derjavine également. Ce n'est qu'en 1959 que les corps du poète et sa femme furent inhumés une nouvelle fois dans le Kremlin de Novgorod. En 1993, à l'occasion du 250e anniversaire de sa naissance, sa dépouille a été transférée à nouveau au monastère de Khoutyne.
Depuis le 20 avril 1994 s'est installé un couvent pour femmes dans le monastère. En janvier 2012 le monastère abrite plus de cent religieuses.

## Photos

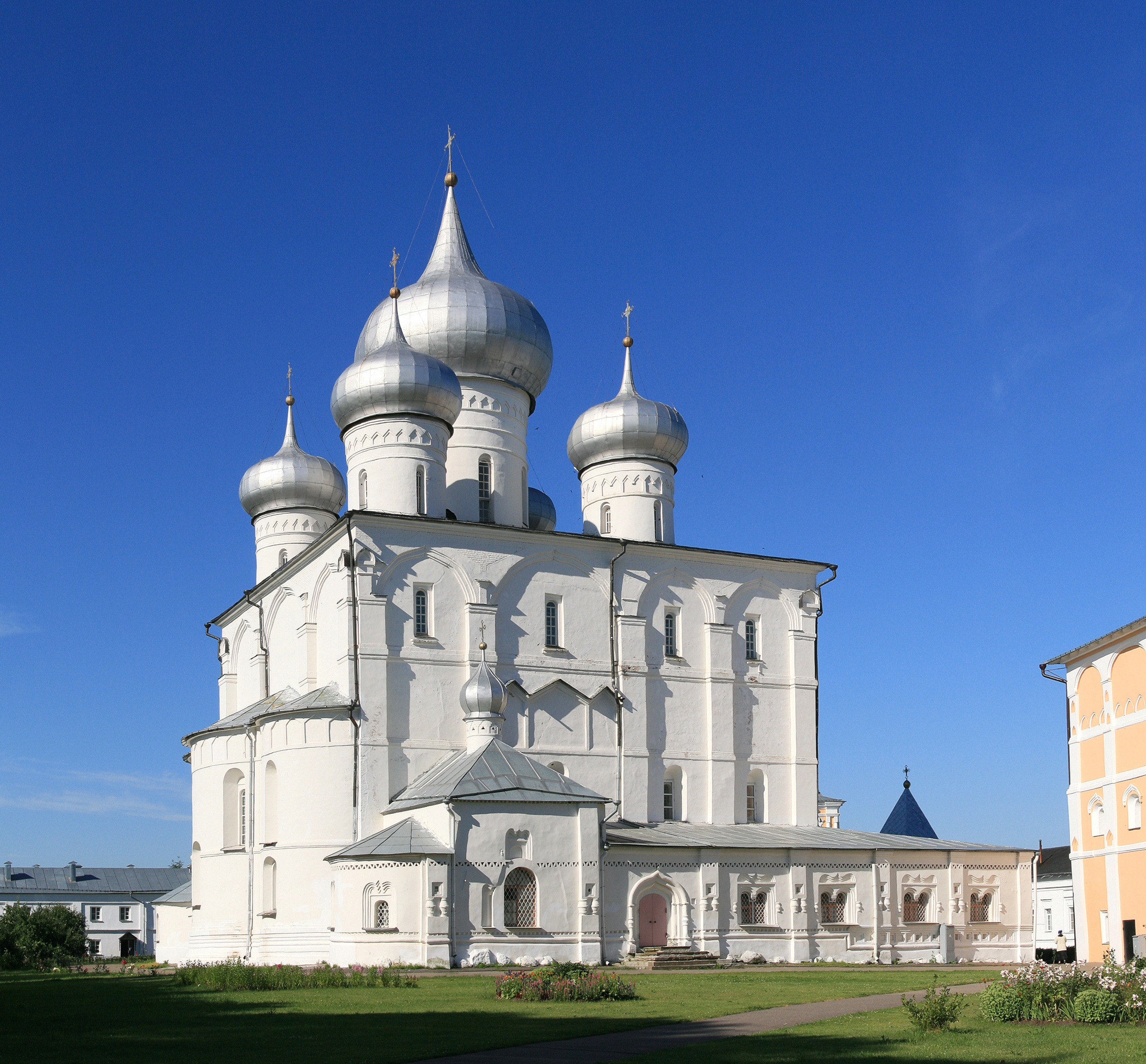
Cathédrale de la Transfiguration au monastère de Khoutyne
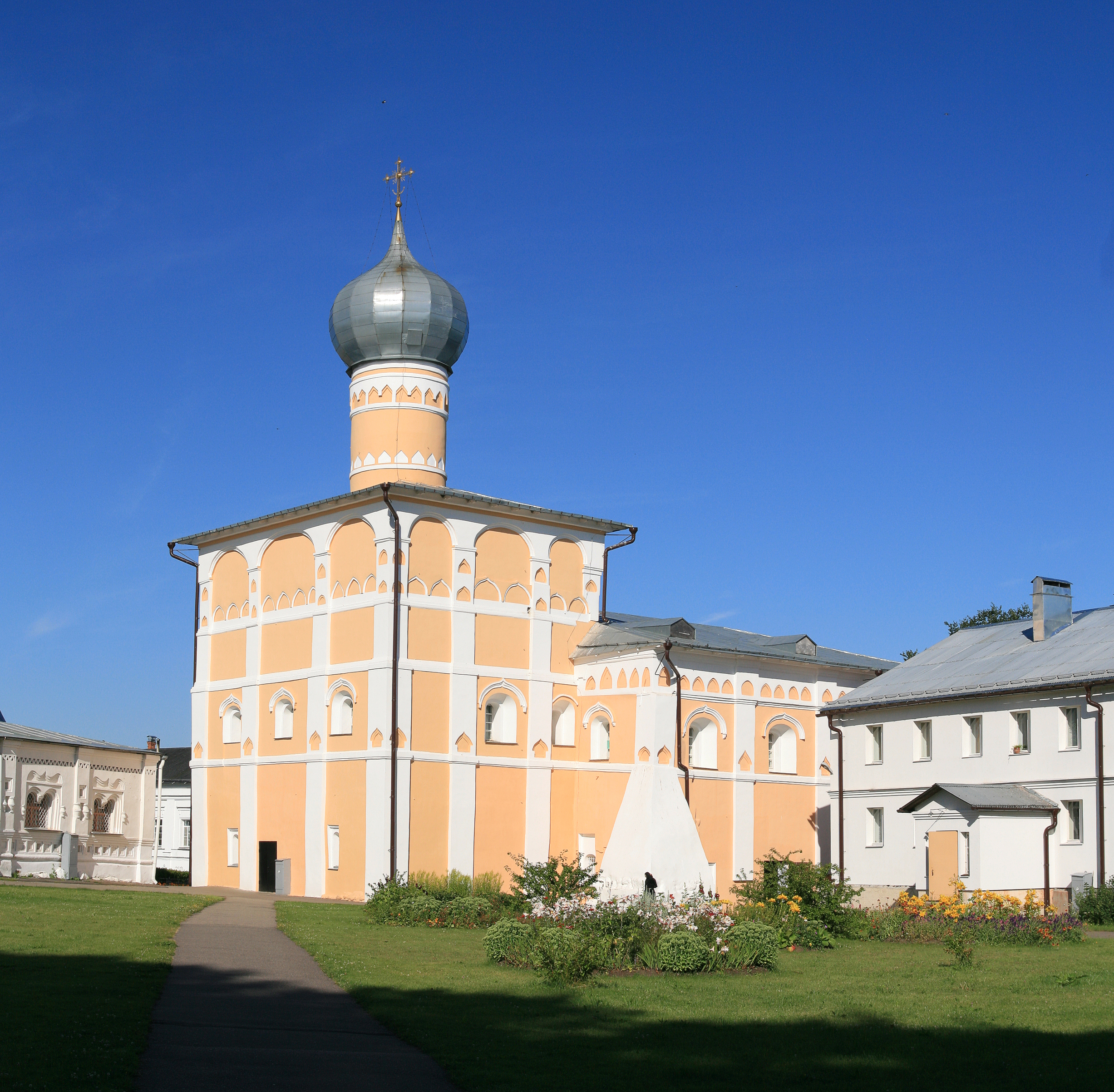
Monastère de Khoutyne/église Saint-Varlaam
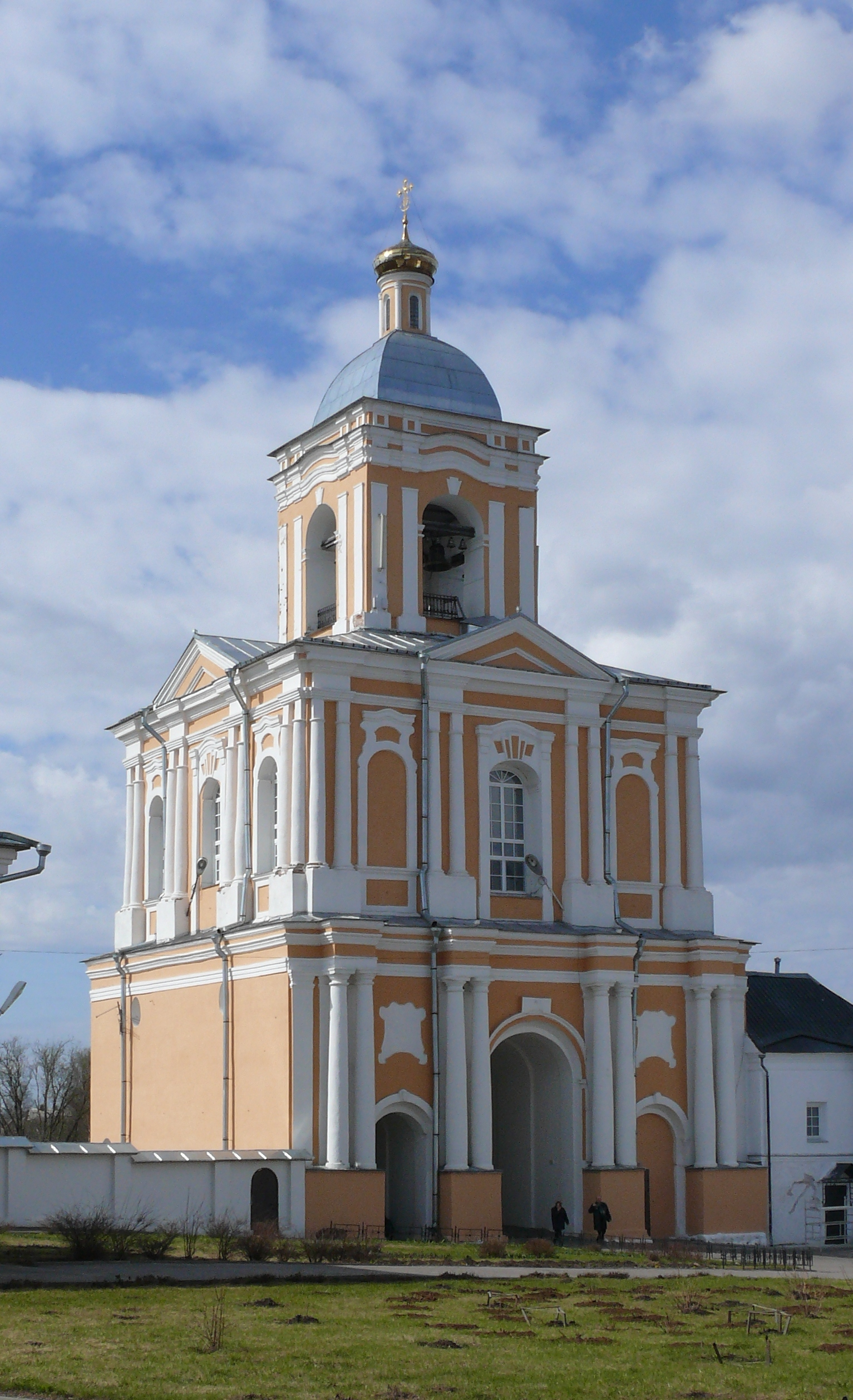
Clocher du monastère
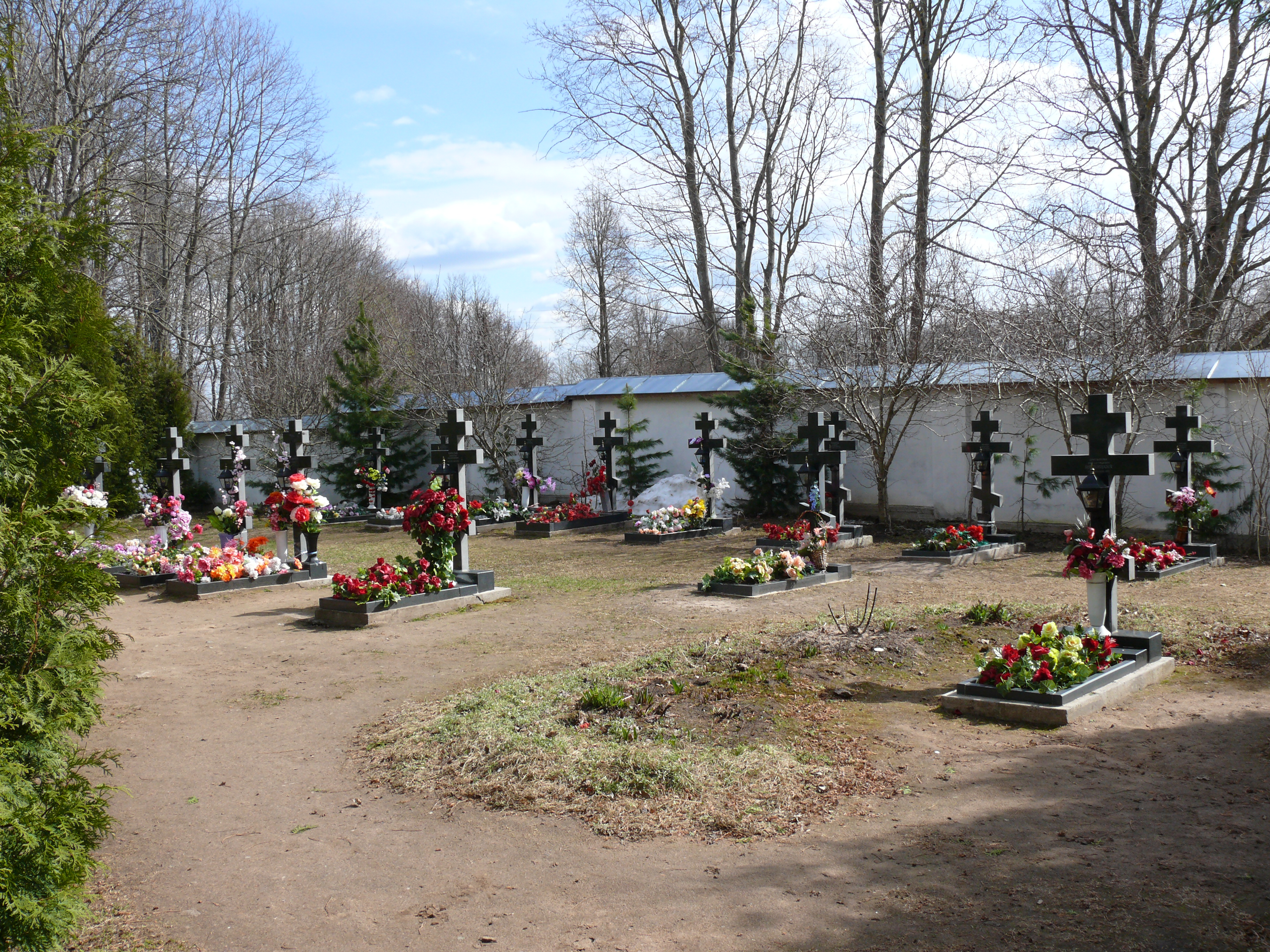
Cimetière du monastère

## Liens
- (ru) Монастырь в честь Преображения Господня Варлаамо-Хутынский (мужской)
- (ru) Варлаамо-Хутынский монастырь (сайт Вскр Школы Воскресенского Новодевичьего монастыря)
- (ru) Фотогалерея. Хутынский монастырь. Проект «Народный каталог православной архитектуры»
- (ru) Хутынский монастырь на mapcy.narod.ru
- (ru) Варлаамо-Хутынский монастырь. Паломнический проект